# 범어사 청동은입사향완
순치8년명 청동은입사향완(順治8年銘 靑銅銀入絲香垸)은 부산광역시 금정구, 범어사에 있는 조선시대의 향완으로, 절에서 마음의 때를 씻어주는 의미를 가진 향을 피우는데 사용하는 도구이다. 1999년 9월 3일 부산광역시의 유형문화재 제3호로 지정되었다.

## 개요
향완은 절에서 마음의 때를 씻어주는 의미를 가진 향을 피우는데 사용한 도구로 향로라고도 부른다.
범어사에 소장된 이 향완은 고려시대의 일반적인 형태인 입 부분에 넓은 테인 전이 달려있고, 나팔 모양의 받침이 있는 향완이다. 높이 28.2cm, 입 지름 27.4cm의 크기이며, 높이와 입 지름의 크기가 비슷하여 전체적으로 안정감을 준다.
은실을 이용해 전체 표면을 간략화된 덩굴무늬로 메우고 있다. 몸체의 윗면과 아랫면에도 둔중한 곡선들이 듬성듬성 새겨 있으며, 중간 부분에 2줄의 원을 그리고 안쪽에 범자를, 바깥쪽에는 빗금이 교차되는 거치무늬을 새겼다.
받침의 윗부분은 2줄의 가로선 대에 덩굴무늬의 변형으로 보이는 곡선이 간략하게 새겨 있고, 아랫부분에는 1단의 각을 이룬 곳과 그 윗면에 44여 자의 명문이 은실로 새겨 있다.
이 향완은 조선 효종 2년(1651)에 만들어진 것으로, 제작연대와 제작한 장소를 밝혀주고 있어, 조선시대 향완의 양식을 살필 수 있는 중요한 자료이다. 

## 같이 보기
- 범어사

## 참고 자료
- 범어사 청동은입사향완 - 국가유산청 국가유산포털